# Château de Coubladour
Le château de Coubladour est un édifice situé à Loudes, en France.

## Localisation
Le château est situé sur le territoire de la commune de Loudes, au lieu-dit  Coubladour, dans le département  de la Haute-Loire, en région Auvergne-Rhône-Alpes.

## Description
L'existence d'une maison forte remonte à l'époque romane. Une tour carrée et massive composait alors l'édifice. Au XVIe siècle, la famille Bertrand semble avoir abandonné son patronyme pour adopter celui de Coubladour. La maison forte a été bâtie pour l'essentiel du XVe et XVIe siècles. Au cours du XIXe siècle, elle se transforme progressivement en exploitation agricole. L'édifice se compose d'un corps de logis trapézoïdal donnant au sud sur une cour de ferme, et flanqué sur l'angle nord-ouest par une tour hors-œuvre ronde percée d'archères-canonnières. La tour, qui est voûtée sur deux étages, communique par la gorge avec le reste du bâtiment. La courtine nord porte des traces de reprise permettant de déceler trois campagnes de construction. La partie ouest du bâtiment collé à la tour, domine le reste du corps de logis d'un demi étage. Une corniche en dalles de lave couronne les murs gouttereaux. À l'intérieur, quatre cheminées en pierre ornent les pièces principales.

## Historique
La maison forte de Coubladour longe une route qui remonte à la Rome antique et permettait de rejoindre Augustonemetum (Clermont) à partir de la capitale du Velay, Ruessium (Saint-Paulien).
Cet axe de communication a pris de l'importance au Moyen Âge. Avec l'extension du domaine royal, les communications se sont développées entre la capitale et le Sud de la France. Les vallées de la Saône et du Rhône étaient en terre d'Empire, rendant stratégique pour les rois de France la route par le Massif central qui aboutissait devant Avignon, le chemin de Régordane.
Le village de Coubladour à une journée de route du Puy-en-Velay s'est donc structuré autour de cette opportunité : larges espaces dégagés permettant l'arrêt des voyageurs, une auberge, plus tard un relais de poste et surtout la maison forte qui permettait de protéger les voyageurs pendant leur étape et d’héberger les hôtes de marque.
Un des plus célèbres fut le roi Louis IX (Saint Louis) dont le passage la veille du jour de Pâques 1245 aurait été relaté par le chroniqueur espagnol Hieronymus Surrita : « La semaine sainte de la benoite année 1245 fut marquée par un évènement extraordinaire, la visite simultanée du roi Louis IX et du roi Jacques d’Aragon. Les deux monarques s’étaient rencontrés sur l’estrade d’Auvergne le vendredi saint et ils s’étaient arrêtés à Coubladour pour y prendre gite avec leur nombreuse suite. Ils y passèrent la nuit accueillis par le seigneur du lieu et dès le lendemain matin ils se mettaient en route pour Le Puy ».
À cette époque, la maison forte ne ressemblait pas à ce qu’elle est actuellement. Il s’agissait d’un donjon rectangulaire beaucoup plus haut que l’actuel bâtiment. Il en reste la petite poterne voutée donnant sur la voie romaine, des traces dans les murs extérieurs et surtout une imposante et rare cheminée romane.
Pendant la guerre de Cent Ans ce type de défense n’était plus suffisant pour se protéger des routiers qui infestaient les campagnes. Le bâtiment a donc été agrandi pour former une cour close qui permettait en cas d’arrivée d’un danger aux habitants du village de se mettre à l’abri avec leurs bêtes. Les bandes de pillards n’avaient pas les moyens ni le temps d’assiéger une construction ainsi protégée. La maison forte de Coubladour a alors pris la configuration actuelle, en longueur sur la rue, protégée par une tour munie d’archères de défense, avec des dépendances fermant la cour. Outre la cheminée romane, cinq autres cheminées permettaient de chauffer les grandes pièces. Il en reste quatre au total. Deux ont été détruites dans l’aile ouest abattue au XIXe siècle. Des nobles rendent hommage à l’évêque du Puy, leur suzerain, pour leur seigneurie de Coubladour dès 1284 : en 1362, Reynaud de Fay et Marguerite de Saint-Quentin laissent leurs armoiries peintes sur une cheminée ; puis en 1383, les Renson devenus Coubladour dans leurs multiples branches. Enfin Balthazard Paulze meurt dans sa maison après son incarcération par les révolutionnaires. À partir du milieu du XIXe siècle les bâtiments ont été utilisés comme annexes agricoles et se sont dégradés. Ils risquaient une ruine totale quand ils ont été rachetés en 1980 par les actuels propriétaires qui ont entrepris une restauration complète des bâtiments (depuis inscrits à l’inventaire des Monuments Historiques) et la création de jardins.
Le château est inscrit partiellement au titre des monuments historiques par arrêté du 27 octobre 1986.

## Protection
Éléments protégés : les façades et toitures ; les quatre cheminées du rez-de-chaussée et du premier étage.